# Matteo Vitaioli
Matteo Vitaioli, né le 27 octobre 1989 à Fiorentino à Saint-Marin, est un footballeur international saint-marinais, qui évolue au poste de milieu offensif. Il est le frère cadet de Fabio Vitaioli.

## Biographie

### Carrière en club
Longtemps destiné à une grande carrière et considéré comme l'un des joueurs ayant le plus de potentiel de Saint-Marin, Matteo Vitaioli a commencé sa carrière à la San Marino Academy, l'académie directement liée au San Marino Calcio.
En 2006, il participe à la Viareggio Cup, affrontant Modène, Piacenza et l'Inter, la même année Matteo Vitaioli partit en prêt à L'Empoli, il joua une Vengtaines de matchs pour 1 but marqué chez les jeunes. En 2007, il est prêté au Cagliese Calcio en Serie D, où il comptabilise 26 apparitions pour 1 but marqué. L'année suivante, en 2008, il est de nouveau prêté, cette fois au Real Montecchio, également en Serie D. Durant cette période, il dispute 30 matchs et inscrit 6 buts.
De retour au San Marino Calcio, qui évolue en Serie C2, Matteo Vitaioli fait sa première apparition le 1er novembre 2009 contre Giacomense. Conscient du potentiel certain de Matteo, l'entraîneur Mario Petrone le fait jouer 14 rencontres cette saison-là.
Cependant, en 2011, Matteo ne joue que 4 matchs. Finalement, en 2012, il quitte le club pour rejoindre Fiorentino. En 2013, il signe avec le Sammaurese, une équipe évoluant en Eccellenza.
En 2014, il rejoint le Tropical Coriano, un club où Matteo Vitaioli se montre fidèle et performant. Il y inscrit plus de 100 buts au cours de son passage. En 2021, il rejoint le Pennarossa, mais retourne au Tropical Coriano la même année. Actuellement, Matteo Vitaioli joue pour La Fiorita, marquant ainsi un retour au pays pour ce joueur emblématique de Saint-Marin.

### Carrière internationale
Matteo Vitaioli est recordman des sélections, comptant 95 matchs et 1 but avec l'équipe de Saint-Marin depuis 2007.
Il est convoqué pour la première fois par le sélectionneur national Giampaolo Mazza pour un match des éliminatoires de l'Euro 2008 contre le pays de Galles le 17 octobre 2007. Il entre à la 80e minute de la rencontre, à la place de Marco De Luigi. Le match se solde par une défaite 1-2 des Saint-Marinais.
Par la suite, le 8 septembre 2015, il inscrit son premier but sur coup franc direct en sélection contre la Lituanie, lors d'un match des éliminatoires de l'Euro 2016. Le match se solde par une défaite 2-1 des Saint-Marinais. Il faut dire que la petite sélection nationale de Saint-Marin n'avait pas inscrit le moindre but depuis 14 ans à l'extérieur (en match officiel), et met fin à une disette de 14 ans, en inscrivant ce but,.